# فهد الدوسري (لاعب كرة قدم مواليد 1990)
فهد سالم الدوسري، لاعب كرة قدم مرمى سعودي ، يلعب في نادي القادسية.
كانت بداياته مع القادسية و بعدها انتقل إلى الشباب و لعب بعدها مع الاتفاق و ثم عاد إلى القادسية .

## وصلات خارجية
- فهد الدوسري (مواليد 1990) على موقع Soccerway.com (الإنجليزية)